# Brigada 14 Infanterie (1916-1918)
Brigada 14 Infanterie a fost o mare unitate de nivel tactic, care s-a constituit la 14/27 august 1916, prin mobilizarea unităților și subunităților existente la pace aparținând de Brigada 14 Infanterie din armata permanentă. Din compunerea brigăzii făceau parte Regimentul 14 Infanterie și Regimentul 16 Infanterie. Brigada a făcut parte din organica Divizia 7 Infanterie, fiind dislocată la pace în garnizoana Fălticeni.:p. 93
La intrarea în război, Brigada 14 Infanterie a fost comandată de colonelul Octav Boian. Brigada 14 Infanterie a participat la acțiunile militare pe frontul românesc, pe toată perioada războiului, între 14/27 august 1916 - 28 ocotmbrie/11 noiembrie 1918.